# Cary Joji Fukunaga
Cary Joji Fukunaga (10. srpnja 1977.) je američki filmski redatelj, scenarist i fotograf. Najpoznaiji je po scenariju i režiji filmova Bez imena iz 2009. i Jane Eyre iz 2011. godine te po režiji i izvršnoj produkciji prve sezone HBO-ove serije Pravi detektiv za koju je osvojio prestižnu televizijsku nagradu Emmy u kategoriji najboljeg redatelja dramske serije. Godine 2015. dobio je hvalospjeve filmske kritike za ratnu dramu Beasts of No Nation u kojoj je bio scenarist, redatelj, producent i fotograf.

## Vanjske poveznice
- Cary Joji Fukunaga u internetskoj bazi filmova IMDb-u (engl.)